# آلیچا ایوانسکا
آلیچا ایوانسکا (انگلیسی: Alicja Iwańska; ۱۳ مهٔ ۱۹۱۸ – ۲۶ سپتامبر ۱۹۹۶) (همچنین شناخته‌شده با نام آلیشیا ایوانسکا) جامعه‌شناس، دانشگاهی و نویسنده لهستانی بود. او در خانواده‌ای از اشراف زمین‌دار لهستان زاده شد که اعضای آن به طبقه اینتلیجنتسیا تعلق داشتند و او را به دنبال کردن رویاهای ادبی‌اش ترغیب کردند. ایوانسکا از سال ۱۹۳۵ شروع به انتشار شعر در مجلات ادبی مختلف کرد. پس از تحصیلات دبیرستان، در رشته فلسفه در دانشگاه ورشو ثبت‌نام کرد و سپس تحصیلات خود را برای دریافت مدرک کارشناسی ارشد ادامه داد. با آغاز جنگ جهانی دوم، او به اتحادیه مبارزه مسلحانه پیوست و به‌عنوان پیک فعالیت کرد. در جریان قیام ورشو در سال ۱۹۴۴، او به مقاومت ضدکمونیستی زیرزمینی پیوست. پس از پایان جنگ، زمانی که دستگیری‌های مربوط به جنبش زیرزمینی آغاز شد، ایوانسکا مجبور شد در سال ۱۹۴۸ به ایالات متحده بگریزد و با بی‌میلی درخواست پناهندگی کرد.
ایوانسکا که در ابتدا تسلط چندانی به زبان انگلیسی نداشت، با دشواری‌هایی در تطبیق با زندگی جدید مواجه شد. او برای تکمیل مطالعات دکتری خود در دانشگاه کلمبیا ثبت‌نام کرد، اما تا سال ۱۹۵۷ موفق به دریافت مدرک خود نشد. به دلیل عدم توانایی در یافتن موقعیت استادی، او چندین قرارداد کوتاه‌مدت در دانشگاه‌های سنتی سیاه‌پوستان که تحت تأثیر جدایی نژادی در ایالات متحده آمریکا بودند، از جمله دانشگاه آتلانتا و کالج تالادگا پذیرفت. او در این دانشگاه‌ها دربارهٔ شباهت‌های بین آزار و اذیت‌های سیاسی، مذهبی و نژادی در اروپا و تبعیض نژادی در ایالات متحده سخنرانی می‌کرد. در سال ۱۹۵۴، او به دانشگاه شیکاگو رفت و تحت نظر انسان‌شناس آمریکایی سال تَکس به مطالعه پرداخت. او مشتاق سفر به مکزیک برای تحقیقات میدانی بود، بنابراین در سال ۱۹۵۷ ازدواج کرد و تابعیت آمریکایی گرفت. تحقیقاتش دربارهٔ مردم مازاهوا باعث شد که یونسکو او را به‌عنوان یک جامعه‌شناس به رسمیت بشناسد و در نهایت در سال ۱۹۶۵ او را به استادی در دانشگاه ایالتی نیویورک در آلبانی منصوب کردند. ایوانسکا تا زمان بازنشستگی در سال ۱۹۸۵ در این دانشگاه فعالیت داشت.
او که هرگز در ایالات متحده احساس راحتی نمی‌کرد، در همان سال به لندن نقل مکان کرد و دوران جدیدی از خلاقیت ادبی را آغاز نمود. در سال ۱۹۸۹، با نشان شوالیه نشان افتخار تولد لهستان مفتخر شد. پس از تشخیص سرطان ریه در سال ۱۹۹۶، آخرین خاطرات خود را دربارهٔ سیستم بهداشتی بریتانیا نوشت. از آنجایی که آثار علمی او به زبان انگلیسی و آثار ادبی‌اش به زبان لهستانی بودند، میراث او دچار دوگانگی شد. پژوهش‌های اخیر تلاش کرده‌اند که هر دو جنبه فعالیت‌های او را بررسی کنند و سهم او را در انسان‌شناسی و ادبیات بازیابی نمایند.

## اوایل زندگی

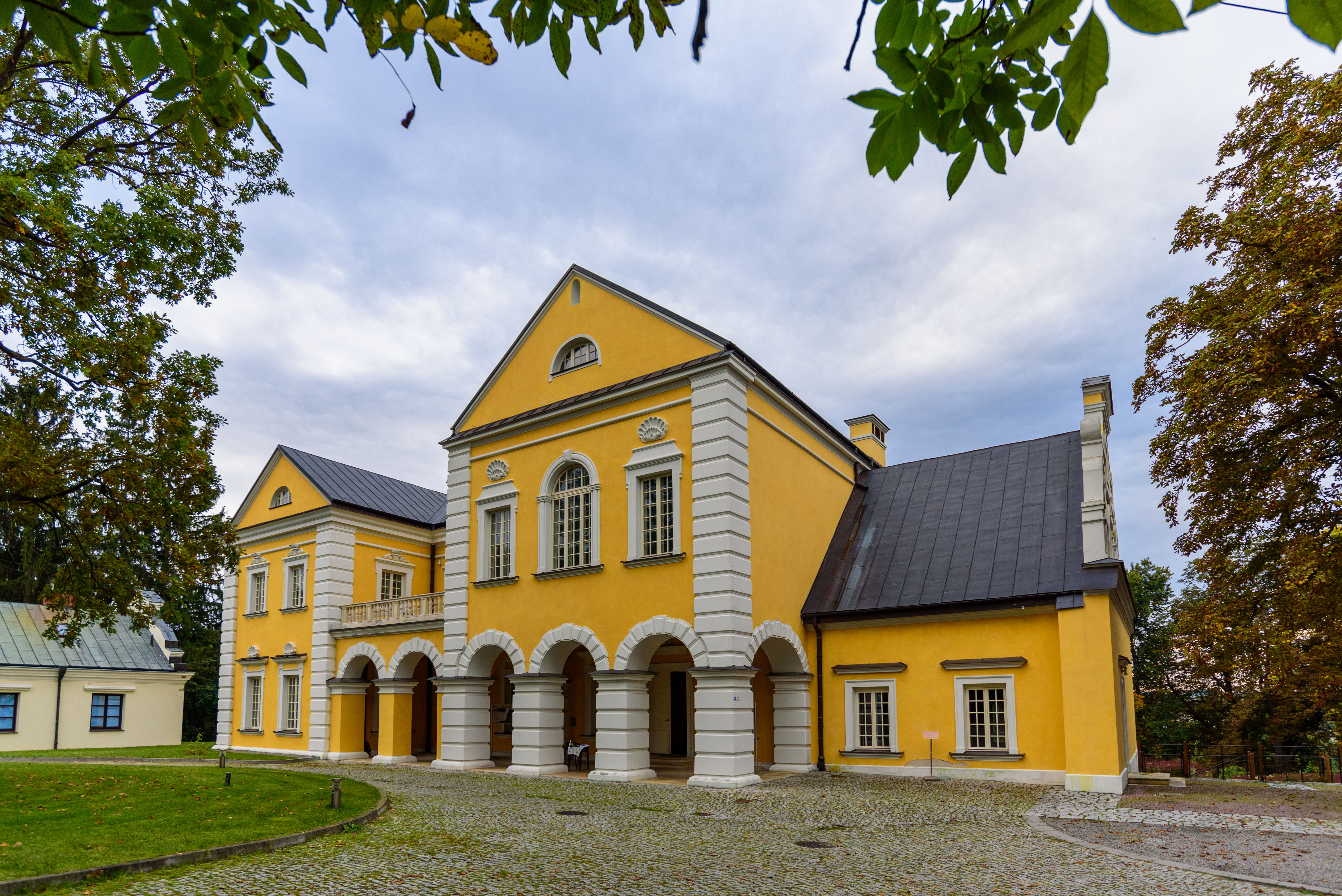
خانه اربابی در املاک گاردزینیتسه

آلیچا ایوانسکا در ۱۳ مه ۱۹۱۸ در خانواده‌ای اشرافی در املاک Gardzienice estate, در نزدیکی لوبلین، از پدر و مادری به نام‌های استانسیواوا ستاخنا (نام پیش از ازدواج: میوکوفسکا) و یان ایوانسکی زاده شد. منشأ دقیق اجداد او نامشخص است، اما داستان‌های خانوادگی حاکی از آن است که نخستین نیای او، یان کانته ایوانسکی، یا به‌عنوان کارگر در املاک جنگلی سانگوشکو، یا به‌عنوان یک اسیر جنگی، یا به‌عنوان یک پناهنده سیاسی روسی به تارنوف آمده بود. سوابق دفن نشان می‌دهد که این خانواده از اشراف خُرد بوده و نشان خانوادگی یاستشِمب‌یتس را حمل می‌کردند. پدربزرگ او، اوت ایوانسکی، دارایی‌های قابل‌توجهی در اوکراین داشت، اما به‌منظور فرار از ناآرامی‌های مرزی در دوران جنگ جهانی اول و قیام لهستان بزرگ، املاک خود را فروخت و خانواده را به استان لوبلین منتقل کرد. ایوانسکا در این املاک به دنیا آمد، اما زمانی که ناآرامی‌ها به گاردزینیتسه رسید، خانواده او ملک را فروختند و به روستای کورژینا، نزدیک پوزنان، نقل مکان کردند.
پدر ایوانسکا پیش‌تر بیوه شده بود و سپس از همسر دومش جدا شد. ازدواج سوم او با مادر ایوانسکا بحث‌برانگیز بود، هم به دلیل شهرت او به عنوان مردی بوهِم و زن‌باره، و هم به دلیل اختلاف سنی ۱۹ ساله بین آن‌ها. سبک زندگی تجملاتی او که اغلب فراتر از توان مالی‌اش بود و درگیری‌هایش با روحانیون محلی، خانواده را مجبور به نقل مکان به ژتْنیا کرد. این جابه‌جایی برای ایوانسکا تجربه‌ای تلخ بود و او برای باقی عمرش خود را سرگردان می‌دانست. خانه والدینش پناهگاهی برای روشنفکران بود و اغلب محل گردهمایی اسکاماندرها بود، به‌ویژه که پسرعموی پدرش، یاروسواف ایواشکیه‌ویچ، از اعضای گروه شاعران تجربی اسکاماندر بود و مادرش نیز شاعر بود. هنگامی که ایوانسکا به نوشتن علاقه نشان داد، پدرش با شاعر یولیان توئیم مشورت کرد تا مهارت او را بهبود بخشد.
ایوانسکا تحصیلات دبیرستانی خود را در دبیرستان ژنرال زامویسکی در پوزنان آغاز کرد، اما به‌زودی به دبیرستان پوزلت-شاختمایروا در ورشو منتقل شد. فضای آزادتر این مدرسه بهتر با روحیه او سازگار بود و منجر به فارغ‌التحصیلی او در اواسط دهه ۱۹۳۰ شد. پس از انتشار نخستین شعر خود در سال ۱۹۳۵ در مجله ادبی Okolica Poetów (منطقه شاعران)، او به‌سرعت شروع به انتشار آثار خود در مجلات دیگر کرد. در سال ۱۹۳۶، برای تحصیل در رشته فلسفه زیر نظر تادئوش کوتابینسکی در دانشگاه ورشو ثبت‌نام کرد.

## حرفه

### مقاومت لهستان

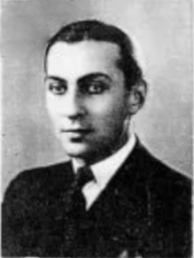
یان گرالفسکی، حدود سال ۱۹۴۳

با آگاهی از نزدیک شدن جنگ، ایوانسکا به دیدار خانواده خود رفت و محلی برای ذخیره ملزوماتی که ممکن بود در طول درگیری نیاز باشد ایجاد کرد. سپس به ورشو بازگشت، جایی که به سازمان جنبش مقاومت لهستان در جنگ جهانی دوم با نام اتحادیه مبارزه مسلحانه پیوست. او با واندا پیلسوتسکا، دوست دوران گیمنازیوم خود همکاری کرد. ایوانسکا که با اسم رمز «سنجاب» شناخته می‌شد، به عنوان پیک فعالیت داشت. همچنین پیام‌های زندانیان محبوس در پاویاک را به خانواده‌هایشان می‌رساند. در بهار ۱۹۴۰، دوباره با گرالوسکی که او نیز عضوی از مقاومت و دارای نام رمز «پانکراچ» بود، دیدار کرد و رابطه‌ای عاشقانه بین آنها شکل گرفت. ایوانسکا در مسیر ورشو-کراکوف با واندا نامیسووسکا کار می‌کرد، در حالی که گرالوسکی به عنوان پیک در مسیرهای خارجی برای دولت در تبعید لهستان فعالیت داشت. در ۱۸ ژانویه ۱۹۴۲، آن دو ازدواج کردند، اما ایوانسکا نام خانوادگی خود را تغییر نداد. در سال ۱۹۴۳، گرالوسکی همراه با ووادیسواف سیکورسکی در یک سقوط هوایی جنجالی در جبل الطارق جان باخت، اما این خبر از ایوانسکا پنهان شد. او در قیام ورشو در سال ۱۹۴۴ شرکت کرد و در پایان جنگ به عضویت مقاومت ضدکمونیستی مخفی درآمد. در سال ۱۹۴۵ به پوزنان نقل مکان کرد و به عنوان مدیر ادبی Głos Wielkopolski (صدای لهستان بزرگ) مشغول به کار شد. با افزایش دستگیری‌ها در جنبش زیرزمینی، ایوانسکا دستور خروج دریافت کرد. به لطف نفوذ یکی از عموهایش، او موفق به دریافت بورسیه تحصیلی برای ادامه تحصیل در ایالات متحده شد و در سال ۱۹۴۸ لهستان را ترک کرد.

### فعالیت‌های دانشگاهی
با ورود به ایالات متحده و داشتن مهارت ضعیف در زبان انگلیسی، ایوانسکا در تصمیم‌گیری برای درخواست پناهندگی مردد بود اما پس از هشدار دوستانش مبنی بر اینکه نام او در تحقیقات مطرح شده است، در نهایت درخواست پناهندگی داد. جلسات رسیدگی به پرونده‌اش در دوران مک‌کارتیسم سال‌ها به طول انجامید تا سرانجام پناهندگی وی پذیرفته شد. او در برنامه دکترای دانشگاه کلمبیا ثبت نام کرد، و در حالی که هنوز روی پایان‌نامه خود کار می‌کرد، در سال ۱۹۵۲ در گروه جامعه‌شناسی دانشگاه آتلانتا به تدریس پرداخت. این دانشگاه یکی از دانشگاه‌های سنتی سیاه‌پوستان در دوران جدایی نژادی در ایالات متحده آمریکا بود. ایوانسکا در این محیط احساس راحتی می‌کرد و در مورد شباهت‌های بین آزار سیاسی، مذهبی و نژادی در اروپا و شرایط ایالات متحده تدریس می‌کرد. پس از پایان قراردادش، پیشنهاد تدریس در کالج تالادگا در آلاباما را پذیرفت. در آنجا کو کلاکس کلن فعال بود و اعضای هیئت علمی و دانشجویان از تعامل با جامعه منع شده بودند. همچنین، بی‌خدایی او با کارکنان مذهبی دانشگاه در تضاد بود و در نتیجه قراردادش در سال ۱۹۵۴ تمدید نشد.
ایوانسکا در تابستان همان سال به شیکاگو، ایلینوی نقل مکان کرد و در پروژه ملل اسلاوی، ابتکاری از دانشگاه ییل و پنتاگون برای حفظ فرهنگ چکسلواکی و لهستانی، مشغول به کار شد. در این دوران، با جغرافیدانی به نام فیلیپ واگنر آشنا شد که به دلیل کارش اغلب به مکزیک سفر می‌کرد. در حالی که در دانشگاه شیکاگو فعالیت می‌کرد، برای تحلیل شرایط روستایی به واشینگتن رفت. در سال ۱۹۵۷، گزارش او که به انجمن انسان‌شناسی آمریکا ارائه شد، تفاوت‌های بین رفتار با کارگران فصلی مکزیکی و کشاورزان اروپایی را مقایسه کرد. او نتیجه گرفت که آمریکایی‌ها ارتباط تاریخی مشابهی با زمین ندارند و آن را صرفاً وسیله‌ای برای کسب سود می‌بینند. او در همان سال دکترای خود را تکمیل کرد، و با واگنر ازدواج کرد. با توجه به اینکه به دلیل وضعیت پناهندگی خود اجازه سفر نداشت، ایوانسکا شهروند ایالات متحده آمریکا شد.
در ادامه، او و واگنر به مکزیک سفر کردند و ایوانسکا که در آمریکا دچار رکود خلاقیت شده بود، مجدداً به نوشتن پرداخت. او تحت تأثیر فرهنگ مکزیک قرار گرفت و آن را سازگارتر با پیشینه اروپایی خود یافت.